# Bosut (ort)

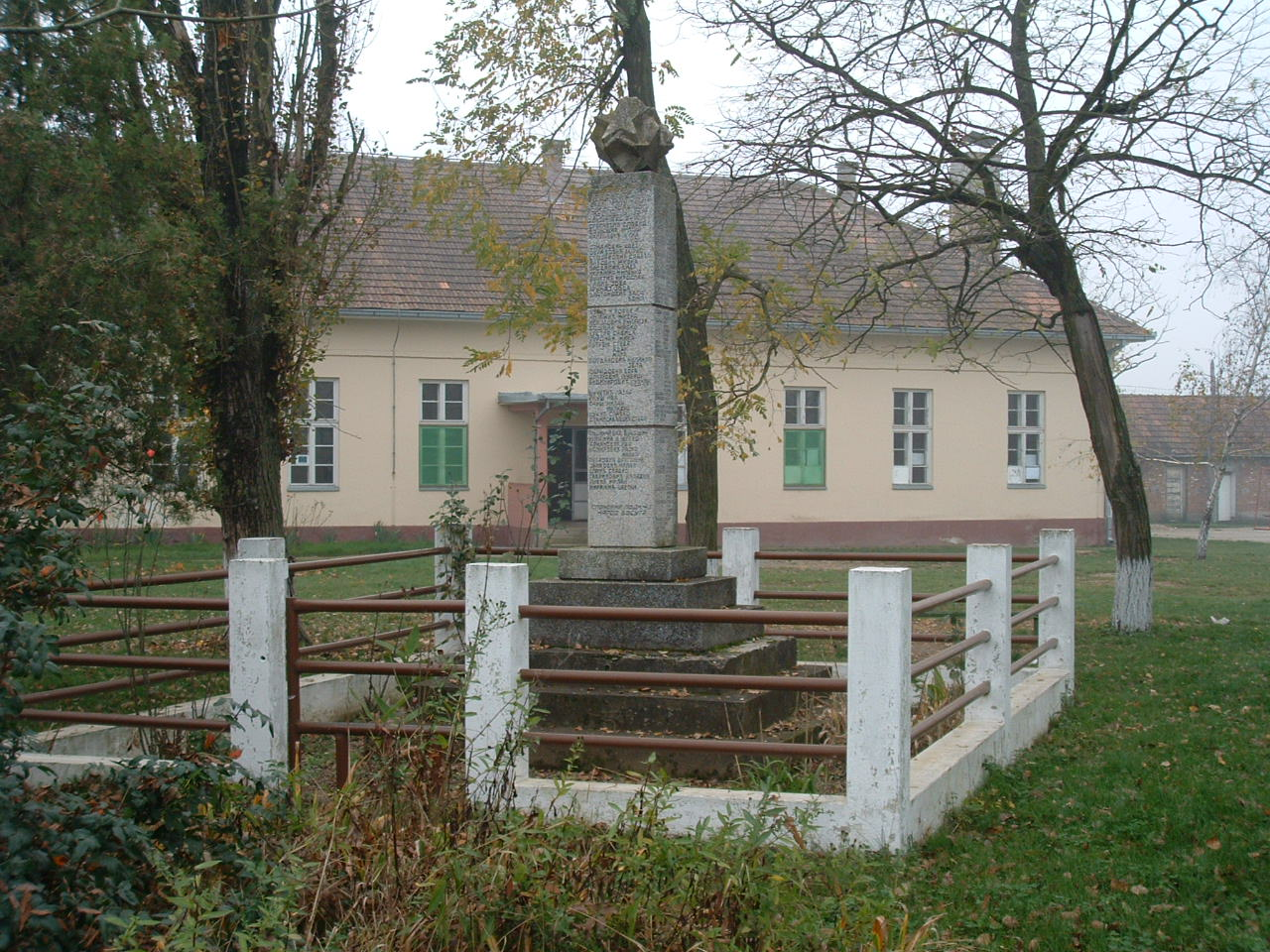
Grundskolan i Bosut.

Bosut är en ort i nordvästra Serbien som ligger i Srem i Vojvodina. Orten har ca 1 100 invånare. Orten Bosut ligger vid vattendraget Bosut och vid Sava där dessa två vattendrag rinner samman.